# Фрескобальди, Джироламо
Джиро́ламо Фрескоба́льди (итал. Girolamo Frescobaldi, латиниз. Hieronymus Frescobaldus, 13 сентября 1583, 12 сентября 1583 или 15 сентября 1583, Феррара — 1 марта 1643[…], Рим) — итальянский композитор, органист и клавесинист
. Один из наиболее известных и значительных представителей раннего барокко.

## Биография
Джироламо Фрескобальди родился в Ферраре. Первые уроки музыки получил предположительно от отца, музыканта и видного гражданина Феррары. У Джироламо обнаружились способности к игре на органе: он начал брать уроки у придворного органиста и известного мадригалиста Луццаско Луццаски. У Луццаски Джироламо также обучался игре на архиклавесине Н.Вичентино. Фрескобальди называл своего учителя «редким органистом» («organista si raro») и посвятил ему свои каприччио. В возрасте четырнадцати лет Фрескобальди получил звание органиста феррарской Accademia della Morte.
Позже молодой Фрескобальди был принят под покровительство знатной семьи Бентивольо в Ферраре.
В 1604 году стал членом Академии Св. Цецилии. Гвидо Бентивольо, которому была обещана должность в папском дворе, взял Фрескобальди с собой в Рим.
В 1607 году композитор был назначен органистом базилики Санта-Мария-ин-Трастевере. Он был зарегистрирован здесь как «органист Джироламо» («Girolamo organista») в период с января по май.
В том же году Фрескобальди, сопровождая Гвидо Бентивольо (папского нунция), посетил Фландрию. Предполагают, что в Брюсселе он, возможно, встречался с Питером Филипсом и Петером Корнетом; впрочем, никаких свидетельств влияния их на Фрескобальди нет.
С 1608 года и до самой смерти служил органистом в римском соборе Святого Петра, за исключением 1615, когда был органистом в Мантуе, и с 1628 по 1634 год, когда служил органистом при дворе Медичи во Флоренции.
Умер 1 марта 1643 года от болезни, длившейся 10 дней.

## Творчество

### Инструментальные сочинения
Фрескобальди, наиболее известен как автор сочинений для органа и клавесина во всех практиковавшихся в его эпоху жанрах. В его наследие входят: токкаты, партиты, ричеркары, фантазии, «канцоны во французском стиле» (итал. canzona francese), каприччио, куранты, пассакалии, чаконы, баллетто, обработки песнопений оффиция и мессы (магнификаты, Kyrie, гимны). Границы между отдельными инструментальными жанрами (в соответствии с барочной традицией) нечёткие.
Инструментальные пьесы Фрескобальди объединял в нотные сборники, которые издавал на протяжении жизни (некоторые сборники вышли посмертно). Хотя принцип составления сборника часто заявлялся в заголовке как жанровый, в действительности в сборник включались пьесы различных жанров. Так, сборник под заглавием «Токкаты в партитуре для клавесина и органа. Книга I» (Toccate d’intavolatura di cimbalo et organo, 1637) содержит кроме 12 токкат также 4 партиты, 4 куранты, 3 баллетто, 3 каприччио и др. пьесы. Тематические заголовки сборников произвольны и метафоричны.

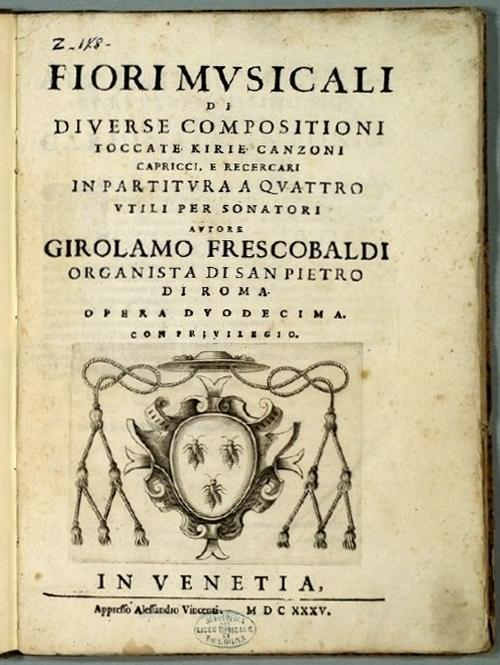
Fiori musicali. Титульная страница первого издания (Венеция, 1635)

#### Fiori musicali
Так издание, озаглавленное как «Музыкальные цветы» (итал. Fiori musicali, 1635), в действительности содержит три органные мессы, предназначенные для (пышного, «цветастого») инструментального сопровождения католической литургии — в том виде, как это было принято в тогдашней Италии.
Судя по составу сборника Фрескобальди стремился обеспечить органное сопровождение для литургически наиболее ходовых служб — любой воскресной (Missa della Domenica), апостольской (Missa degli Apostoli) и богородичной (Missa della Madonna) месс. Каждая из них структурирована одинаково — вероятно, в соответствии с тем, как предписывала традиция украшения мессы в Риме (где Фрескобальди работал органистом). Начало богослужения предваряла (в виде прелюдии) импровизационная токката. Из ординарных частей лишь Kyrie исполнялось alternatim (в сборнике выписаны версеты). После Послания (epistola) звучала канцона. После Credo и на Возношение святых даров (elevatio) исполнялись ричеркар и/или токката. И наконец, после Причастия (в качестве постлюдии) звучала канцона. Таким образом, каждый из разделов, обозначенный в оригинальном издании как Missa, следует воспринимать не как цикл инструментальной музыки (в том смысле, как это часто бывало в XIX—XX вв.), а как подборку инструментальных вставок для обычной («вокальной») мессы. В конце сборника Fiori musicali напечатаны 2 пьесы: «Бергамаска» и Каприччио на тему «Girolmeta», не имеющие отношения к литургии.
Аналогично, рукописный сборник с игривым названием «Цветочки Фрескобальди» (итал. Fioretti di Frescobaldi) ничего не говорит о составе и тематике; в действительности он содержит 11 (инструментальных) канцон и одну токкату. Клавирные пьесы композитор иногда объединял в жанровые циклы — небольшие сюиты («Баллетто, куранта и пассакалия», «Куранта и чакона», «Пассакалия и чакона»).
К большому собранию сочинений Фрескобальди для органа и клавесина примыкает опубликованная в 1628 году «Первая книга инструментальных канцон для всякого рода инструментов» (итал. Il primo libro delle canzoni per sonare con ogni sorte di stromenti),— сборник ансамблевой музыки, в который входят 39 канцон и 2 токкаты. Для канцон (в оригинале без всяких названий) редактор сборника Б. Грасси придумал тематические индивидуальные заголовки — La Bianchina, La Marina, La Nobile, La Tromboncina и т. п..
В инструментальной (реже вокальной) музыке Фрескобальди активно использовал вариации на различные, популярные в его время гармонические модели — романеску, фолию, Руджеро и другие (менее известные модели), и вариации на basso ostinato, в оригинальных терминах — «на чакону» и «на пассакалию» (различие между первой и второй весьма размыто).

#### Партита Cento
Особенным примером таких вариаций может служить относящаяся к позднему периоду творчества (1637) так называемая «Партита Cento на пассакалию» (итал. Partite cento sopra passacagli) — одно из наиболее известных и масштабных сочинений Фрескобальди. Партита во многих отношениях загадочна, начиная с заглавия. Некоторые исследователи полагали, что «сто» (итал. cento) относится к количеству вариаций (собств. partite, от parte — часть); впрочем, это объяснение не получило всеобщего признания. По другой версии, Фрескобальди имел в виду лат. cento (букв. лоскутное одеяло; ср. Центонизация), подразумевая пестроту объединённых в рамках большой пьесы различных техник. В самом деле, «Партита Cento» исключительна с точки зрения изобретательности в композиционных приёмах (включая ряд темповых, метроритмических и фактурных метаморфоз избранной для вариаций темы) и форме, напоминающей больше (позднейшую) фантазию, чем традиционный «набор вариаций». Загадочна и звуковысотная структура (гармония) партиты: хроматические модуляции здесь охватывают звуковысотный материал в пределах квинтового круга от des до dis, а тональный план разомкнут — в начале очевидна тоника d, но заканчивается всё сочинение (такой же очевидной) тоникой e.

### Вокальные сочинения
Фрескобальди менее известен как автор вокальной музыки, хотя оставил значительное количество сочинений в различных её жанрах. Среди вокальных сочинений — «книга» (сборник из 19 пьес) светских мадригалов для пяти голосов (1608) и 36 латинских мотетов (образцы «второй практики», для 1—3 голосов с basso continuo), бо́льшая часть которых была опубликована в сборнике «Liber secundus diversarum modulationum» (1627; публикация сохранилась фрагментарно).
Фрескобальди — автор двух восьмиголосных месс, в основу разработки которых положены популярные светские мелодии: в мессе «sopra l’aria della Monica» — песня Монашка, в мессе «sopra l’aria di Fiorenza» — песня Фьоренца. Авторство Фрескобальди в обеих этих мессах оспаривается.
В 1630 г. вышли две «книги» (сборника, 23+20, всего 43 пьесы) под одинаковым названием «Музыкальные арии» (Arie musicali), для 1—3 голосов и basso continuo (партию которого обычно поручают клавесину и теорбе). «Ариями» здесь называются (1) песни танцевального характера или (2) пьесы в свободной форме (разделы со сменой темпа, мензуры, лада, фактуры), в модном в те времена stile recitativo. Ансамблевые «арии» написаны в имитационной технике; некоторые из них («нетанцевальные») напоминают раннебарочные итальянские мадригалы.

## Рецепция
Среди его учеников-органистов был Иоганн Якоб Фробергер, его традиции развивал Георг Муффат. Черты стиля Фрескобальди заметны и в творчестве Микеланджело Росси (раньше считался учеником Фрескобальди, ныне это утверждение оспорено). Органное творчество Фрескобальди ценили Пёрселл и Бах (последний хранил у себя копию «Fiori musicali»).

## Издания музыки
- Girolamo Frescobaldi: Opere complete, ed. E. Darbellay and others // Monumenti musicali italiani. 11 vls. Milano, 1975—2014.